# Menneval
Menneval är en kommun i departementet Eure i regionen Normandie i norra Frankrike. Kommunen ligger i kantonen Bernay-Est som tillhör arrondissementet Bernay. År 2022 hade Menneval 1 532 invånare.

## Befolkningsutveckling
Antalet invånare i kommunen Menneval
Referens:INSEE